# Escudo de las islas Malvinas
El escudo del territorio británico de ultramar de las Islas Malvinas fue adoptado por el Reino Unido el 29 de septiembre de 1948.
De acuerdo con la reclamación argentina sobre estas islas, al estar dentro de la jurisdicción de la Provincia de Tierra del Fuego, Antártida e Islas del Atlántico Sur, corresponde el uso del escudo provincial.

## Características
El barco representa al Desire, que según el Reino Unido fue el navío con el que el capitán británico John Davis descubrió las islas Malvinas en 1592. El lema Desire the Right («Desea lo justo»), se encuentra al pie y también hace referencia al nombre del barco. Por último, el carnero blanco representa la cría de ovejas, que siempre fue la principal actividad económica de las islas, y la hierba verde está como muestra de la vegetación autóctona de tussok, existente en todo el archipiélago.

## Historia
El primer escudo creado especialmente para las islas del que se tiene registro fue el de la Comandancia política y militar de las Islas Malvinas, creado en 1829. Tras la invasión de 1833, se utilizó el escudo real hasta que el gobierno británico concedió a las islas un sello en 1876, que consistía en una imagen del HMS Hebe (que llevó a muchos de los primeros colonos británicos a las islas, entre ellos Richard Moody, en la década de 1840) en el estrecho de San Carlos, pasado por alto por un becerro (representando al ganado salvaje que una vez vagó por las islas). una nueva insignia de las islas fue presentada el 16 de octubre de 1925, dividido diagonalmente, contando con el Desire con fondo azul y un lobo marino en fondo dorado, con el lema de las islas como un eslogan. Este fue sustituido por el actual escudo de armas el 29 de septiembre de 1948.
El escudo aparece en el reverso de las monedas de una libra malvinense.

## Galería de escudos

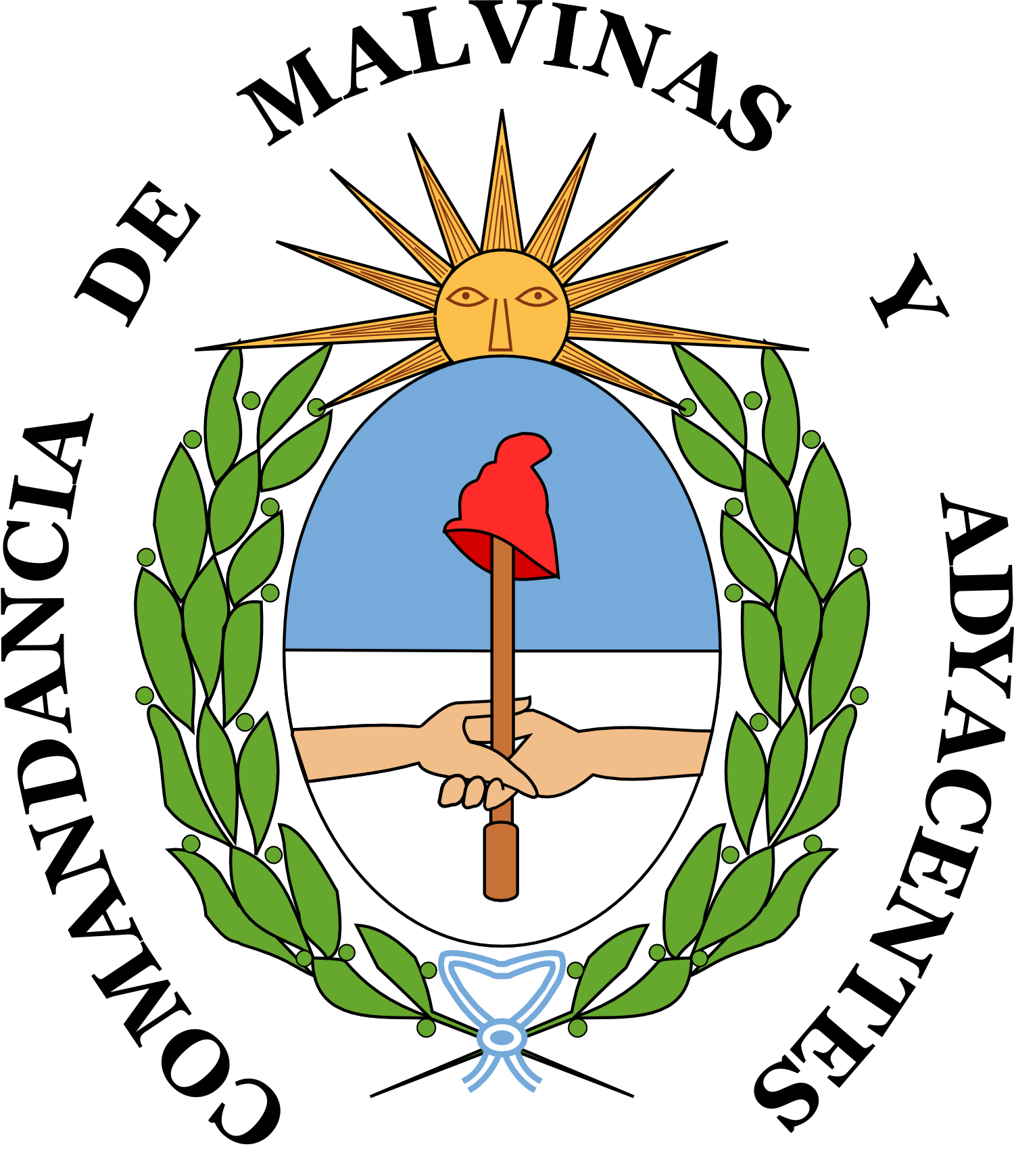
Escudo de la Comandancia de Malvinas (1829-1833)
Sello de las Islas Malvinas (1876-1925).
Escudo de armas de la Fuerza de Defensa de las Islas Malvinas.
Escudo de la Provincia de Tierra del Fuego, Antártida e Islas del Atlántico Sur, de la cual forman parte las Islas Malvinas según la reivindicación territorial de Argentina.